# الأزور
جزر الأزور (بالبرتغالية: Açores‏) واسمها رسميا منطقة الأزور ذات الحكم الذاتي (بالبرتغالية: Região Autónoma dos Açores‏)، هي إحدى منطقتي الحكم الذاتي في البرتغال، وهي عبارة عن أرخبيل يتألف من تسعة جزر بركانية في شمال المحيط الأطلسي على بعد 1360 كم (850 ميل) إلى الغرب من البر الرئيسي لجمهورية البرتغال، كما تبعد 1643 كم (1021 ميل) غرب لشبونة عاصمة البرتغال القارية، وتبعد أيضا 1925 كم (1196 ميل) جنوب شرق جزيرة نيوفاوندلاند في كندا.
صناعاتها الرئيسية هي الزراعة والألبان وتربية المواشي وصيد الأسماك والسياحة، والتي أصبحت نشاطا خدميا رئيسيا في المنطقة. وبالإضافة إلى ذلك، فإن حكومة جزر الأزور توظف نسبة كبيرة من السكان في قطاعات الخدمات والتعليم العالي بشكل مباشر أو غير مباشر. المستوطنة الرئيسية لجزر الأزور هي بونتا ديلغادا.
هناك تسع جزر رئيسية في الأرخبيل وكذلك تكتل جزري في ثلاث مجموعات رئيسية. وهي جزر فلوريس وكورفو إلى الغرب؛ غراسيوسا وتيرسييرا وباولو جورجي وبيكو وفايال في الوسط؛ ساو ميغيل وسانتا ماريا وفورميغاس إلى الشرق. وهي تمتد لأكثر من 600 كم (370 ميل) في اتجاه الشمال الغربي إلى الجنوب الشرقي.
جميع الجزر هي بركانية في الأصل، رغم أن بعض الجزر، مثل سانتا ماريا، لم يسجل بها أي نشاط بركاني منذ أن استقر البشر فيها. جبل بيكو في جزيرة بيكو، هو أعلى نقطة في البرتغال بارتفاع 2351 م (7713 قدم). جزر الأزور بها إحدى أعلى الجبال في العالم، وذلك بقياسها من سفحها من تحت المحيط إلى قممها.
مناخ جزر الأزور معتدل بالنسبة لموقعها في الشمال، حيث تتأثر ببعدها عن القارات وتيار الخليج. تبقى درجات حرارة معتدلة على مدار السنة بسبب التأثير البحري. تتقلب درجات الحرارة في النهار عادة بين 16 مئوية (61 فهرنهايت) و25 مئوية (77 فهرنهايت) اعتمادا على الموسم. درجات الحرارة أعلى من 30 درجة مئوية (86 فهرنهايت) أو أقل من 3 مئوية (37 فهرنهايت) هي نادرة في المراكز السكانية الرئيسية. كما أن الجو رطب وغائم بوجه عام.
تختلف ثقافة ولهجة ومطبخ وتقاليد جزر الأزور بين أهل الجزر، ذلك أن الجزر النائية التي كانت غير مأهولة، تم استيطانها بشكل متقطع على مدى قرنين من الزمان.

## التاريخ
رسميًا تم اكتشاف الجزر في القرن الخامس عشر (عام 1431) على يد غونزالو فيلهو كابرال، على الرغم من أن الفضل يعود أيضًا إلى المستكشف ديوغو دي سيلفيا (عام 1427).
تم استيطان الأرخبيل على مر القرون، ومعظم المستوطنين كانوا من البر الرئيسي للبرتغال. جاء المستوطنون البرتغاليون من مقاطعات الغارف ومينهو وألينتيخو وريباتيجو وكذلك ماديرا.
في عام 1976 أصبحت جزر الأزور منطقة الحكم الذاتي لجزر الأزور وهي منطقة تتمتع بالحكم الذاتي في البرتغال.

## الجغرافيا

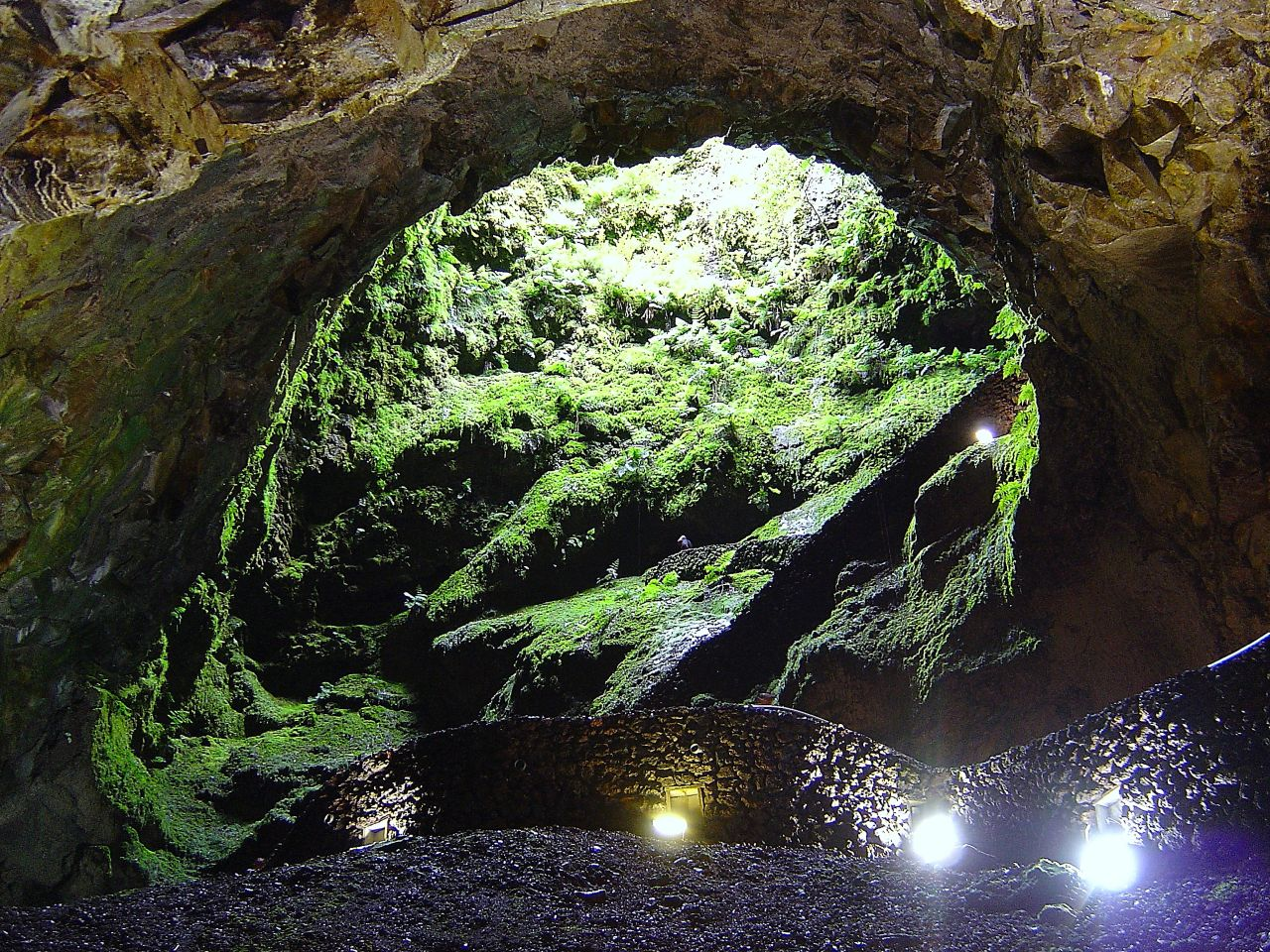
الجزء الداخلي من بركان خامد في جزيرة تيرسيرا

يقع الأرخبيل في المحيط الأطلسي بين خطي عرض 36 درجة و43 درجة شمالًا وخط طول 25 درجة و31 درجة غربًا. وهو يتميز بمناخ محيطي رطب للغاية مع تغيرات سنوية صغيرة نسبيًا.
الجزر التسع مقسمة إلى ثلاث مجموعات جغرافية طبيعية كل مجموعة يفصل بينها أكثر من 160 كم (99 ميل) من المياه. هذه المجموعات هي:
المجموعة الشرقية مع جزر ساو ميغيل وسانتا ماريا.
المجموعة المركزية وتضم جزر فايال وتيرسيرا وغراسيوسا وساو جورج وبيكو.
المجموعة الغربية مع جزر فلوريس وكورفو.
تضم المجموعة الشرقية أيضًا إلى الشمال الشرقي من سانتا ماريا مجموعة من الجزر الصغيرة جدًا والشعاب المرجانية المسماة (جزر النمل) أو مجرد «النمل».
تبلغ مساحة الجزر التسعة 2333 كيلومتر مربع (901 ميل مربع). تتراوح مساحاتها الفردية بين 759 كم مربع (293 ميل مربع) من أكبر جزيرة (ساو ميغيل) إلى 17 كم 2 (6.6 ميل مربع) من أصغرها (كورفو).
جميع الجزر لها أصول بركانية على الرغم من أن بعضها مثل سانتا ماريا لم يكن لها نشاط مسجل منذ استيطان الجزر. كان آخر بركان ثار في الأرخبيل هو بركان عام 1957 في الجزء الغربي من جزيرة فايال. الزلازل شائعة في معظم الجزر.
توجد جزر الأزور حيث تلتقي ثلاث من الصفائح التكتونية الكبيرة في العالم (صفيحة أمريكا الشمالية والصفيحة الأوراسية والصفيحة الأفريقية). تقع الجزر الواقعة في أقصى غرب الأرخبيل (كورفو وفلوريس) في صفيحة أمريكا الشمالية بينما تقع الجزر المتبقية داخل المنطقة حيث تنفصل الصفيحة الأوراسية عن الصفيحة الأفريقية.
يعد بركان جبل بيكو في جزيرة بيكو أعلى نقطة في البرتغال حيث يبلغ ارتفاعه 2351 مترًا (7713 قدمًا).

### المناخ
تتراوح درجات الحرارة القصوى اليومية عادة بين 15 درجة مئوية (59 درجة فهرنهايت) و25 درجة مئوية (77 درجة فهرنهايت). يزداد متوسط هطول الأمطار السنوي من الشرق إلى الغرب ويتراوح من 700 إلى 1600 ملم سنويًا (27.6-63 بوصة) في المتوسط ويصل إلى 6300 ملم (250 بوصة) على جبل بيكو.
يتم تدفئة البحر حول جزر الأزور بواسطة تيار الخليج وتتراوح درجة حرارة مياه البحر من 14 درجة مئوية (57 درجة فهرنهايت) إلى 22 درجة مئوية (72 درجة فهرنهايت).

### الأعاصير
لقد أثر ما مجموعه 11 إعصارًا استوائيًا أو شبه استوائي على المنطقة عبر التاريخ. كانت معظمها إما عواصف خارج مدارية أو عواصف استوائية عندما ضربت المنطقة على الرغم من أن العديد من الأعاصير من الفئة 1 قد وصلت إلى جزر الأزور.

## الإدارة
عندما أصبحت جزر الأزور منطقة ذاتية الحكم في البرتغال كانت مدن بونتا ديلجادا وأنجرا وهورتا تعتبر عواصم / مدنًا إدارية للحكومة الإقليمية: منازل للرئيس (بونتا ديلجادا) والسلطة القضائية (أنجرا) والجمعية الإقليمية (هورتا).
جزر الأزور مقسمة إلى 19 بلدية تنقسم كل بلدية أيضًا إلى أبرشيات، والتي يبلغ مجموعها 156 في جميع جزر الأزور.

### المدن
توجد خمس مدن في جزر الأزور:
بونتا ديلغادا: جزيرة ساو ميغيل يبلغ عدد سكانها 68809 نسمة: 33516 رجلاً و35293 امرأة.
ريبيرا غراندي: جزيرة ساو ميغيل يبلغ عدد سكانها 32112 نسمة: 16187 رجلاً و15925 امرأة.
أنجرا دو إيرويسمو، جزيرة تيرسيرا يبلغ عدد سكانها 35402 نسمة: 17270 رجلاً و18.132 امرأة.
برايا دي فيتوريا: جزيرة تيرسيرا يسكنها 21035 نسمة: 10434 رجلاً و10601 امرأة.
هورتا؛ جزيرة فايال يبلغ عدد سكانها 14994 نسمة: 7324 رجلًا و7670 امرأة.

## السكان
وفقًا لتعداد 2011 بلغ إجمالي عدد السكان في جزر الأزور 246.746: 121533 رجلاً و125213 امرأة. تبلغ الكثافة في الأرخبيل بأكمله 106 أشخاص/كم مربع.

## الاقتصاد
يعتمد اقتصاد جزر الأزور بشكل أساسي على الزراعة ومصايد الأسماك والسياحة.
في قطاع الزراعة تعتبر تربية الماشية مهمة للغاية. بعض أهم المحاصيل في جزر الأزور هي الأناناس والعنب والبطاطس والتبغ والشاي.  تعتبر مصايد الأسماك نشاطًا اقتصاديًا مهمًا في جميع الجزر. تعتبر طرق الصيد تقليدية للغاية بين صيادي الأزور. تعتمد الصناعة في جزر الأزور أساسًا على إنتاج منتجات الألبان (الحليب والجبن) وتحويل منتجات المصايد مثل التونة.
ومع ذلك فإن السياحة هي التي نمت أكثر في السنوات الأخيرة، وإن كانت أقل تطوراً بكثير من تلك الصناعات في جيرانها من جزر ميكرونيسيا وماديرا وجزر الكناري.

## أعلام
- ماريو سيلفا
- تريزا مادروجا
- سيمون فيرنانديز
- باول فيريرا
- تشارلي روز
- أنطونيو دي آبرو
- بيتر دراموند